# ホセ・マリア・フローレンシオJr.
- ジョゼ・マリア・フロレンシオ
- ジョゼ・マリア・フロレンシオJr.
- ジョゼ・マリア・フローレンシオ
- ジョゼ・マリア・フローレンシオJr.

ジョゼ・マリア・フローレンシオ・ジュニオール（José Maria Florêncio Júnior, 1962年6月2日 - ）は、ブラジル出身の指揮者。

## 人物
フォルタレザの出身。ミナス・ジェライス連邦大学でアルベルト・ヤッフェにヴィオラを学び、ミナスジェライス交響楽団やバイア交響楽団等でヴィオラを弾いていた。その後、ジュリアード音楽院、ウィーン国立音楽大学を経て1985年からワルシャワ音楽院でヘンリク・チジュに指揮法を学ぶ。音楽院卒業後はウッチ大劇場の指揮者として活動を始め、ヴロツワフ国立歌劇場やクラクフのポーランド放送交響楽団等を指揮して実績を積んでいった。1991年からワルシャワ国立歌劇場の指揮者陣に加わり、1995年から1997年までポズナンのモニューシコ劇場の音楽監督、1998年から2004年までポズナン・フィルハーモニー管弦楽団の芸術監督を歴任。